# Danowo (Biała Piska)
Danowo [daˈnɔvɔ] (deutsch Dannowen, 1938–1945 Siegenau) ist ein Dorf in der polnischen Woiwodschaft Ermland-Masuren, das zur Gmina Biała Piska (Stadt- und Landgemeinde Bialla, 1938–1945 Gehlenburg) im Powiat Piski (Kreis Johannisburg) gehört.

## Geographische Lage
Danowo liegt im südlichen Osten der Woiwodschaft Ermland-Masuren, 21 Kilometer östlich der Kreisstadt Pisz (deutsch Johannisburg).

## Geschichte
Das kleine, um 1579 Dannowa und bis 1938 Dannowen genannte Dorf wurde im Jahr 1479 durch den Deutschen Ritterorden als Freigut mit 20 Hufen nach magdeburgischem Recht gegründet. Von 1874 bis 1945 war es in den Amtsbezirk Belzonzen (1938 in Amtsbezirk Großdorf (Ostpr.) umbenannt) eingegliedert, der zum Kreis Johannisburg gehörte.
Im Jahr 1910 zählte Dannowen 233 Einwohner; im Jahr 1933 waren es 227.
Aufgrund der Bestimmungen des Versailler Vertrags stimmte die Bevölkerung im Abstimmungsgebiet Allenstein, zu dem Dannowen gehörte, am 11. Juli 1920 über die weitere staatliche Zugehörigkeit zu Ostpreußen (und damit zu Deutschland) oder den Anschluss an Polen ab. In Dannowen stimmten 140 Einwohner für den Verbleib bei Ostpreußen, auf Polen entfielen keine Stimmen.
Am 3. Juni (amtlich bestätigt am 16. Juli) 1938 wurde Dannowen aus politisch-ideologischen Gründen der Abwehr fremdländisch erscheinender Ortsnamen in Siegenau umbenannt. Die Einwohnerzahl belief sich 1939 auf noch 195.
In Kriegsfolge wurde Dannowen bzw. Siegenau 1945 mit dem gesamten südlichen Ostpreußen an Polen überstellt und erhielt die polnische Namensform Danowo. Das Dorf ist heute Sitz eines Schulzenamtes und somit eine Ortschaft im Verbund der Stadt- und Landgemeinde Biała Piska (Bialla, 1938–1945 Gehlenburg) im Powiat Piski (Kreis Johannisburg), bis 1998 der Woiwodschaft Suwałki, seither der Woiwodschaft Ermland-Masuren zugehörig. Die Zahl der Einwohner Danowos belief sich im Jahr 2011 auf 67.

## Religionen
Dannowen war bis 1945 in die evangelische Kirche Bialla in der Kirchenprovinz Ostpreußen der Evangelischen Kirche der Altpreußischen Union sowie in die römisch-katholische Kirche Johannisburg im Bistum Ermland eingepfarrt.
Die evangelischen Einwohner des heutigen Danowos halten sich zu ihrer Kirchengemeinde in Biała Piska, einer Filialgemeinde der Pfarrei Pisz in der Diözese Masuren der Evangelisch-Augsburgischen Kirche in Polen. Katholischerseits gehört der Ort zur Pfarrei Biała Piska mit der Filialkirche in Kożuchy innerhalb des Bistums Ełk der Römisch-katholischen Kirche in Polen.

## Verkehr
Danowo ist über eine Nebenstraße von der Landesstraße 58 aus über Kożuchy (Kosuchen, 1938–1945 Kölmerfelde) zu erreichen. Eine Bahnanbindung besteht nicht.